# Daniel Frescó

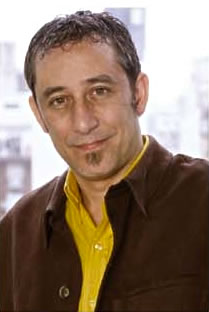
Daniel Frescó

Daniel Frescó (1960) es un periodista y escritor argentino. 
Se desempeñó como colaborador en el diario Clarín y en Radio Continental en Buenos Aires. En 1983 se convirtió en el primer cronista del noticiero Mitre informa primero. Desarrolló su actividad en medios televisivos, primero como cronista en los noticieros de Canal 11/Telefe (1984-1994), con coberturas nacionales y en el exterior, y luego como productor ejecutivo de la Red de Noticias del canal de 24 horas de información de Telefe, de CVN Cablevisión Noticias y de los noticieros de América TV (1997). También fue gerente de noticias de Canal 7. Desde el año 2002 se ha dedicado a escribir libros sobre temas periodísticos y de actualidad.

## Obras publicadas
- Secuestros S.A.  (2003) 320pp. Ediciones B. ISBN 950-15-2330-6
- Manu, el Cielo con las Manos (2005) Aguilar 304pp. ISBN 987-04-0271-2
- Mi Historia - Sergio Kun Aguero (2013) ISBN 190-8695-943
- "Sergio Kun Aguero. Born To Rise" (Sport Media UK) (2014)[1]
- "Enfermo de Fútbol. Una novela." (Editorial Planeta) (2015) ISBN 978-950-04-3797-4

- "Manu,el cielo con las manos" edición ampliada y actualizada (editorial Aguilar) (2018)